# خدمة الإطفاء والإنقاذ في ميرسيسايد
خدمة الإطفاء والإنقاذ في ميرسيسايد هي خدمة إطفاء وإنقاذ قانونية تغطي مقاطعة ميرسيسايد في شمال غرب إنجلترا، وهي هيئة الإطفاء والإنقاذ القانونية المسؤولة عن جميع مكالمات فرق الإطفاء البالغ عددها 999 في سيفتون ونوسلي وسانت هيلينز وليفربول وويرال .
في عام 1974، دمج فرق الإطفاء في البلدات التالية: مدينة ليفربول، وبيركينهيد، وبوتل، وساوثبورت، وسانت هيلينز، والاسي. بالإضافة إلى عدد من فرقة إطفاء مقاطعة لانكشاير وفرقة إطفاء مقاطعة تشيشاير لإنشاء فرقة إطفاء ميرسيسايد.
أصبحت فرقة إطفاء ميرسيسايد هيئة إطفاء ميرسيسايد والدفاع المدني في 1 أبريل 1986، على النحو المنصوص عليه في قانون الحكم المحلي لعام 1985. 